# Fuck the USA
«Fuck the USA» és una cançó del grup de música punk escocès The Exploited, del seu àlbum d'estudi Troops of Tomorrow publicat el 1982. La lletra critica la societat i el govern dels Estats Units: el consumisme, la violència i el sistema capitalista imposat.

## Músics
- Wattie Buchan - cantant
- Big John Duncan - guitarrista
- Gary McCormack - baixista
- Steve Roberts - bateria